# Matilde Marcé i Piera
Matilde Marcé i Piera (l'Hospitalet de Llobregat, 1928) és mestra de català i activista cultural.

## Biografia
Va néixer a l'Hospitalet de Llobregat el 1928. Filla de José Marcé Costafreda i Teresa Piera Mitjavila. El 1936, arran de la Guerra Civil espanyola, la família es va haver d'exiliar a França, on Matilde va estudiar la primària i quatre anys d'estudis de secundària, sempre a l'escola pública. L'any 1944 va tornar a l'Hospitalet i va finalitzar el batxillerat al Liceu Francès de Barcelona.
Va treballar quatre anys d’administrativa i des del 1953 fins al 1972 treballa al despatx del negoci familiar d’exportació de verdures.
L'any 1978 va obtenir el títol de professora de català, professió a la qual es va dedicar, ensenyant català a adults fins al 1994, any en què es va jubilar.
És sòcia de l'Ateneu de Cultura Popular de l'Hospitalet des de 1978, i en va ser presidenta entre 2007 i 2016. En aquesta mateixa entitat col·labora activament en el butlletí Xipreret.
Col·labora amb diferents entitats de la ciutat i du a terme xerrades, conferències i activitats de divulgació de la història de la ciutat i de defensa de la llengua i la cultura catalanes.

## Llibres i articles
- Pagesos i exportadors a l’Hospitalet de Llobregat. Primera part 1918-1936. L'Hospitalet de Llobregat, 2021.
- L'evolució del català a l'Hospitalet. Jornades de la Secció Filològica de l'Institut d'Estudis Catalans a l'Hospitalet de Llobregat (21 i 22 d'octubre de 2016). Barcelona: Institut d'Estudis Catalans, 2019, p. 85 -94.
- Parròquia de Sant Josep. 50 anys al cor del barri. L'Hospitalet de Llobregat, 2019.
- Jaume Mitjavila i Rius (1810-1881). Una vida novel·lesca. L'Hospitalet de Llobregat: Ateneu de Cultura Popular, 2019.
- Aquell Hospitalet. L'Hospitalet de Llobregat: Ateneu de Cultura Popular, 2011.
- Catalanes que han fet història. Tecla Sala i Miralpeix. Dins: Xipreret. L'Hospitalet de Llobregat: Ateneu de Cultura Popular, 1980 - núm. 327, juliol 2009, p. 2-3.
- Ateneu de Cultura Popular de l’Hospitalet: 1932-2007. L'Hospitalet: Ateneu de Cultura Popular, 2008.
- Retalls del passat. L'Hospitalet: Ateneu de Cultura Popular, 2006.
- Cop d'ull al passat de l'Hospitalet. L'Hospitalet: Ateneu de Cultura Popular, 2003.
- Indústries i obradors a l'Hospitalet (1ª part). L'Hospitalet: Ateneu de Cultura Popular, 2001.
- Tres hospitalencs s'expliquen. L'Hospitalet: Ateneu de Cultura Popular, 1998.
- Coses de l'Hospitalet. L'Hospitalet: Ateneu de Cultura Popular, 1990 (conjuntament amb Ramon Morales i Josep Bonastre).

## Reconeixements
- El 2002 va rebre la Medalla President Macià, del Govern de la Generalitat de Catalunya en reconeixement de la seva tasca en el camp de la llengua i la cultura catalanes.[8]
- El 2012, el Ple de l'Ajuntament de l'Hospitalet de Llobregat li va concedir el títol honorífic de distinció ciutadana, en reconeixement de la tasca desenvolupada en el camp de la llengua i la cultura catalanes.[9]